# Kentisbeare
Kentisbeare är en ort och civil parish i Storbritannien.   Den ligger i grevskapet Devon och riksdelen England, i den södra delen av landet, 240 km väster om huvudstaden London. Kentisbeare ligger 106 meter över havet och antalet invånare är 950.
Terrängen runt Kentisbeare är huvudsakligen platt, men åt sydost är den kuperad. Runt Kentisbeare är det ganska tätbefolkat, med 160 invånare per kvadratkilometer. Närmaste större samhälle är Cullompton, 4,9 km väster om Kentisbeare. Trakten runt Kentisbeare består i huvudsak av gräsmarker.